# Torschlusspanik
Torschlusspanik ist ein zumeist metaphorisch genutzter Ausdruck und bezeichnet im Allgemeinen die Angst, zu spät zu kommen oder den günstigen Zeitpunkt für eine wichtige Entscheidung zu verpassen. Er ist nicht zu verwechseln mit der „Angst, etwas zu verpassen“ (Fear of missing out).

## Ursprüngliche Bedeutung

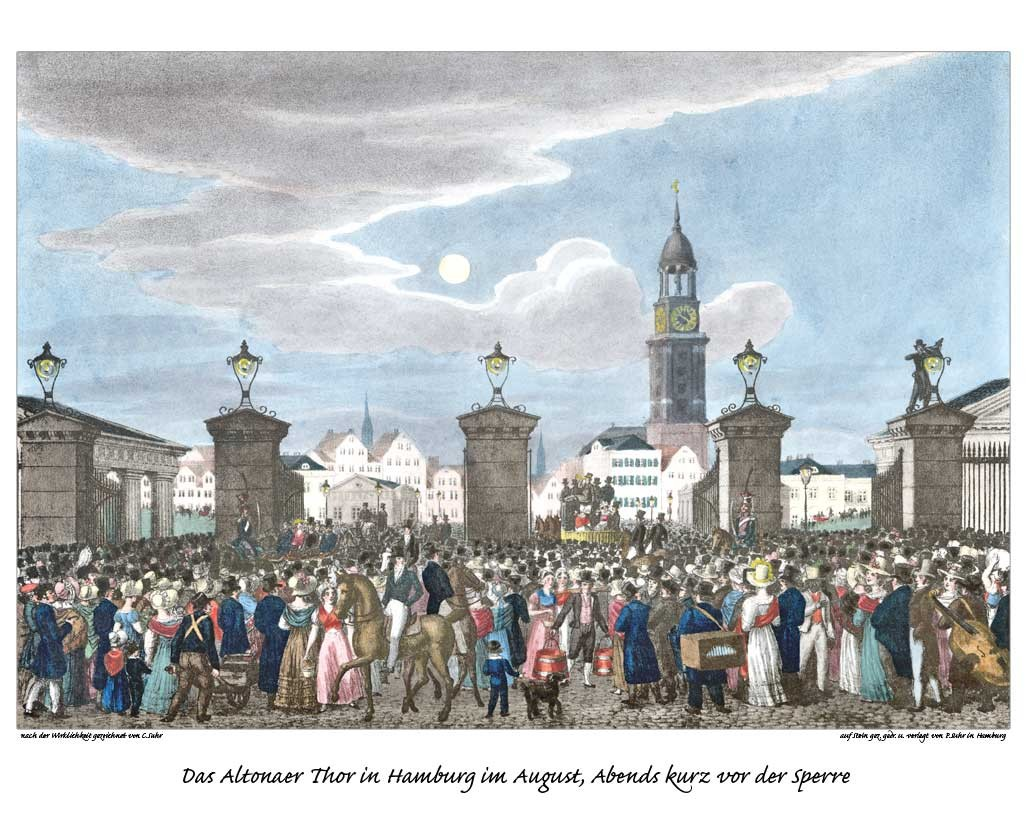
Abendliches Gedränge vor dem Millerntor in Hamburg, Lithografie der Gebrüder Suhr um 1820

Ihren Ursprung hat die Redewendung in dem Umstand, dass in früheren Zeiten die Stadttore bei Anbruch der Dunkelheit verschlossen wurden. Stadtbewohner, die nicht rechtzeitig von Ausflügen ins Umland zurückgekehrt waren, oder auch verspätete Reisende mussten gezwungenermaßen außerhalb der Stadtmauern übernachten und waren so Räubern und wilden Tieren schutzlos ausgeliefert. Mit dem Anwachsen der Vorstädte wuchs vielerorts das Bedürfnis, die Tore abends länger offenzuhalten oder Regelungen zu erlassen, die das nächtliche Passieren der Tore gegen eine Einlassgebühr („Sperrgeld“) ermöglichten. Solche Sperr-Reglements existierten in vielen Städten bis weit ins 19. Jahrhundert hinein, so zum Beispiel in Hamburg (bis 1860) oder Lübeck (bis 1864).
Eine konkrete Schilderung einer Massenpanik im Zusammenhang mit dem Schließen der Tore ist aus dem Jahr 1808 in Hamburg überliefert, wo viele Bürger insbesondere an Wochenenden die Vergnügungsviertel der damals noch vor den Toren gelegenen Vorstadt St. Pauli aufsuchten:

„Gestern Abends entstand bey dem Thorschluß von Hamburg, wo bey schönem Wetter mehrere tausend Menschen versperrt worden waren, ein Tumult. Das Volk warf auf das wachhabende holländische Militär mit Steinen, welches erst blind, dann scharf feuerte, wodurch einige Menschen getödtet, und mehrere verwundet wurden.“

## Heutige Verwendung
Der Ausdruck Torschlusspanik wird heute in der Regel mit Bezug auf berufliche oder private Lebensentscheidungen wie z. B. Heirat, Partnerschaft oder Kinderwunsch verwendet und umschreibt die Sorge, noch nicht verwirklichte Ziele aus Altersgründen nicht mehr zu erreichen und daher übereilte und unüberlegte Entscheidungen zu treffen. Verwandt damit sind Begriffe wie „biologische Uhr“ oder Midlife-Crisis.
Darüber hinaus wird die Metapher aber auch im gesellschaftlich-politischen Kontext verwendet, um Situationen mit erhöhtem Handlungsdruck zu beschreiben. So schrieb beispielsweise das Time Magazine während des Berliner Mauerbaus 1961:

“Last week a curious and serious malady was affecting Communist East Germany and reaching almost epidemic proportions. The name of the disease was Torschlusspanik, which literally means 'fear of gate closing'. Everything East German leaders did to shut off the flow of refugees to the West seemed, instead, to spur it on. The day that Deputy Premier Willi Stoph announced new secret measures to halt the refugees—ostensibly at the urging of "delegations of workers"—1.532 East Germans beat it over the border and checked into the big Marienfelde refugee center in West Berlin.”

„In der vergangenen Woche wurde das kommunistische Ostdeutschland von einer merkwürdigen und schweren Krankheit heimgesucht, die fast epidemische Ausmaße annahm. Der Name der Krankheit war Torschlusspanik, was wörtlich übersetzt „Angst vor dem Schließen der Tore“ bedeutet. Alles, was die ostdeutsche Führung unternahm, um den Flüchtlingsstrom in den Westen zu stoppen, schien ihn eher noch anzustacheln. An dem Tag, an dem der stellvertretende Ministerpräsident Willi Stoph neue geheime Maßnahmen ankündigte, um den Flüchtlingsstrom zu stoppen – angeblich auf Drängen von „Arbeiterdelegationen“ − schafften es 1.532 Ostdeutsche über die Grenze und checkten im großen Flüchtlingszentrum Marienfelde in West-Berlin ein.“

2023 wurde von einigen Medien ebenfalls eine „Torschlusspanik“ unter Ausreisewilligen in Tunesien konstatiert, um den Anstieg der Migration auf der Mittelmeerroute zu erklären.

## „Torschusspanik“
Zuweilen wird die Redewendung auch als Torschuss-Panik, z. B. im Fußball, missverstanden oder von Sportjournalisten bewusst in ironischer Absicht verwendet. Diese Wortbildung gilt jedoch nicht als feststehende Redewendung.